# Ludwik Górski (agronom)
Ludwik Górski (ur. 1 maja 1818 w Końskich, zm. 11 kwietnia 1908 w Warszawie) – polski działacz społeczny i polityczny, ziemianin, agronom. Pochodził z rodziny o tradycjach wojskowych. Jego ojciec Franciszek Górski w czasie powstania listopadowego był generałem brygady. Młodszy brat Konstanty Górski był ziemianinem i politykiem.

## Życiorys

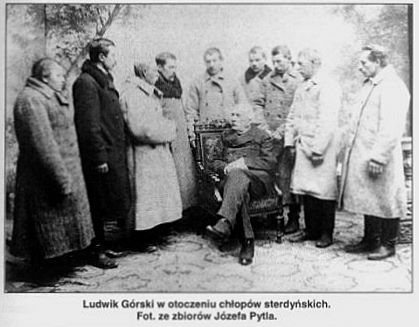
Ludwik Górski w otoczeniu ceranowskich gospodarzy

Po śmierci ojca w 1838 objął zarząd majątku i pomagał matce wychować rodzeństwo: braci Stanisława, Konstantego i Jana oraz siostrę Zofię. W 1844 poślubił Paulinę Krasińską, córkę Józefa i Emilii Ossolińskiej. Zamieszkał w Uleńcu, a w 1849 objął zarząd dóbr Sterdyń. Jako jeden z pierwszych w Królestwie Polskim wprowadził postępowe metody gospodarki rolnej i pracował w kierunku przeobrażenia stosunków włościańskich. Należał do grupy Andrzeja Zamoyskiego, brał udział w zjazdach „klemensowskich”, współpracował przy „Rocznikach Gospodarstwa Krajowego”. Od 1856 był jednym z inicjatorów i założycieli Towarzystwa Rolniczego, opracował jego ustawy. Od 1864 czynnie uczestniczył w pracach Towarzystwa Kredytowego Ziemskiego, do 1904 był prezesem jego komitetu. Po powstaniu styczniowym był przywódcą ziemiaństwa, dla którego domagał się odpowiedniej roli w życiu publicznym. Był jednym z najwybitniejszych przedstawicieli polskiej myśli konserwatywnej oraz życia katolickiego. Miał wpływy w Watykanie. Był przedstawicielem programu lojalności wobec państw zaborczych i pracy organicznej, rozwijał szeroką działalność na polu gospodarczym, religijnym i dobroczynnym.
Dużo publikował, ogłosił drukiem szereg rozpraw treści gospodarczej i politycznej, zwłaszcza w czasopiśmie „Niwa”. W 1908 ukazał się jego „Wybór pism”. Należał do założycieli i zarządu kolei terespolskiej, zarządu Towarzystwa Kredytowego miasta Warszawy, Towarzystwa Osad Rolnych i in.. Był również encyklopedystą. Brał udział w redakcji opracowywanego przez Muzeum Przemysłu i Rolnictwa wydania Encyklopedii Rolniczej .
Wraz z żoną Pauliną z Krasińskich został pochowany w krypcie grobowej w kościele w Ceranowie.

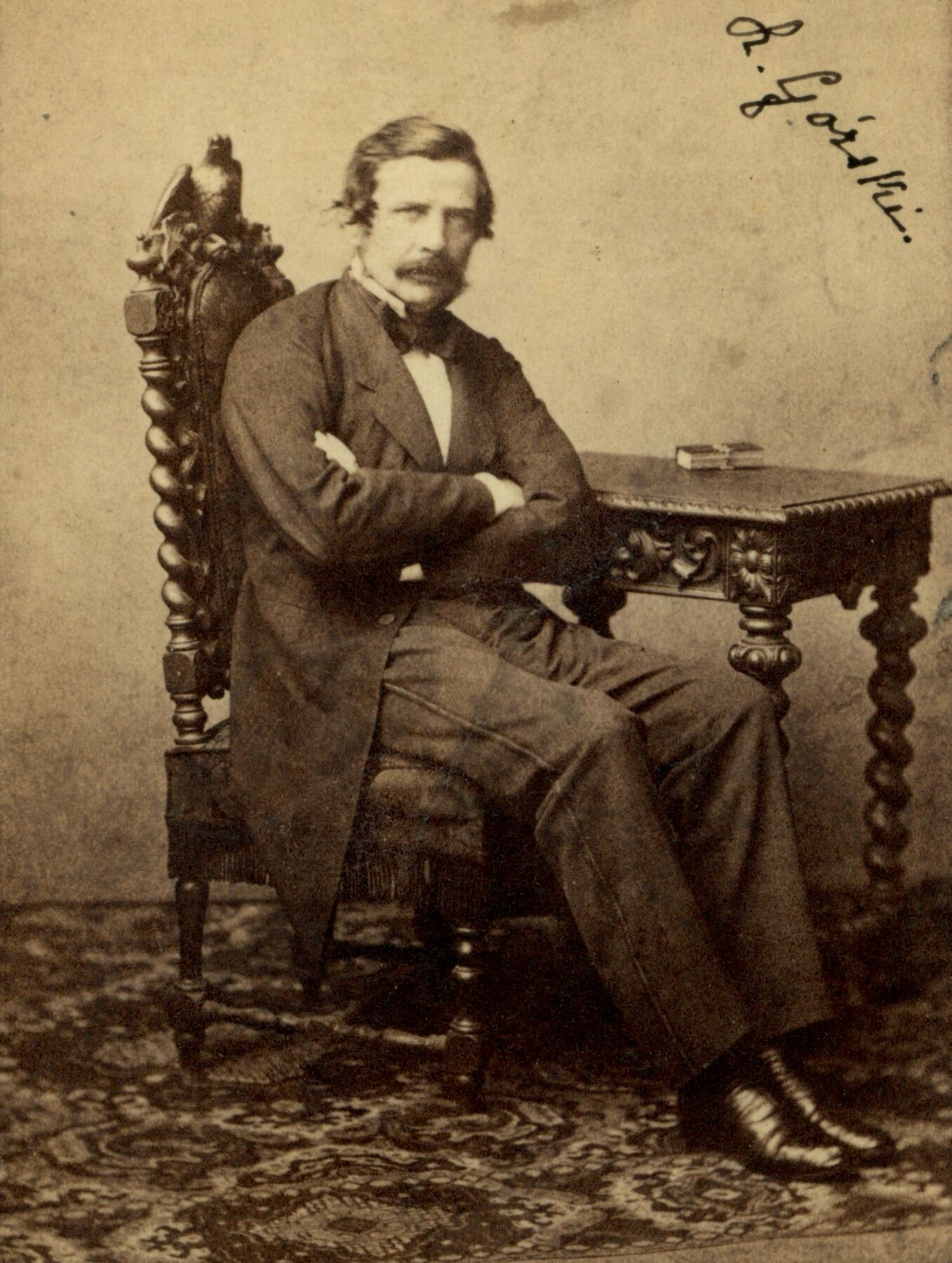
Ludwik Górski

W Muzeum Narodowym w Warszawie znajduje się rysunkowy portret Ludwika Górskiego autorstwa A. Kamińskiego. Był portretowany także przez Stanisława Lentza i Jacka Malczewskiego.

### Wywód Przodków
| 4. Jan Górski                |  |                         |  |  |                  |
|                              |  | 2. Franciszek Górski    |  |  |                  |
| 5. Katarzyna z Białobłockich |  |                         |  |  |                  |
|                              |  |                         |  |  | 1. Ludwik Górski |
| 6. Michał Krępski            |  |                         |  |  |                  |
|                              |  | 3. Teodozja z Krępskich |  |  |                  |
| 7. Katarzyna z Mickiewiczów  |  |                         |  |  |                  |
|                              |  |                         |  |  |                  |